# 迎恩桥 (绍兴)
迎恩桥为位于中国浙江省绍兴市越城区迎恩门（西郭门）外运河进城口子处一座南北向单孔七折边石拱桥，拱券采用纵联分节并列砌筑，因皇帝亲临绍兴时百官在此迎候而得名，又因周边长期为船埠和市场，亦被称作菜市桥。
该桥始建年代不详，现为明天启六年（1626）所重修，拱顶石上仍存有桥名题刻。桥长19米，桥面净宽2.7米，总高5米，拱高3.7米，跨径9.3米，为绍兴同类桥梁中跨径最大者。南北两侧分别沿11级和18级台阶而上，中部桥面两侧设有坐椅，栏杆间隔设以石柱，其上置有形态各异的石狮。原桥边有雍正十一年（1733）所立碑记，刻“见龙在恩”四字，已不存。